# Вешхлейский, Францишек
Францишек Ксаверий Вешхлейский (пол. Franciszek Ksawery Wierzchlejski, 1 декабря 1803, Поремба — 17 апреля 1884, Львов) — римско-католический религиозный деятель польского происхождения. Архиепископ Львовской епархии.
Сан диакона получил 25 февраля 1826 года, а священника — 25 июня 1826 года. 5 апреля 1846 избран перемышльским епископом, и 27 июля того же года утверждён на эту должность. На должность Львовского архиепископа был назначен 6 декабря 1859 года и утвержден 23 марта 1860 года. Участвовал в Первом Ватиканском соборе (1869—1870). Похоронен в крипте костёла Матери Божьей (теперь Церковь Сретения Господня) во Львове.